# Maria Todorova
Pour les articles homonymes, voir Todorov (homonymie).
Maria Todorova est une historienne bulgare et américain d'origine bulgare, spécialiste des études balkaniques et ottomanes.
Sa spécialité est une nouvelle histoire de l'Europe de l'Est et du Sud-Est, de l'Empire ottoman et une histoire du nationalisme.
Fille d'un ancien chef d'État bulgare et président de l'Assemblée nationale de Bulgarie. Après la Chute des régimes communistes en Europe, il a vécu et travaillé aux États-Unis.

## Œuvres
- (en) Imagining the Balkans, Oxford, Updated, 2009 (ISBN 978-0199728381)
- (en) Balkan Identities. Nation and Memory., Hurst, 2004,  (ISBN 1850657157)
- (bg + en) Conversion to Islam as a trope in Bulgarian historiography, fiction and film (original en anglais), in Eurozine 2003-11-04 (consulté le 4 décembre 2008).